# Homotoma ficus
Homotoma ficus är en insektsart som först beskrevs av Linnt 1758.  Homotoma ficus ingår i släktet Homotoma och familjen Homotomidae. Inga underarter finns listade i Catalogue of Life.